# Grand Prix Formule 1 van San Marino 1995
De Grand Prix Formule 1 van San Marino 1995 werd gehouden op 30 april 1995 in Imola.

## Uitslag
| Positie | Nr | Rijder                 | Team               | Ronden | Tijd/Opgave                 | Startplaats | Punten |
| ------- | -- | ---------------------- | ------------------ | ------ | --------------------------- | ----------- | ------ |
| 1       | 5  | Damon Hill             | Williams-Renault   | 63     | 1:41:42.522                 | 4           | 10     |
| 2       | 27 | Jean Alesi             | Ferrari            | 63     | +18.510                     | 5           | 6      |
| 3       | 28 | Gerhard Berger         | Ferrari            | 63     | +43.116                     | 2           | 4      |
| 4       | 6  | David Coulthard        | Williams-Renault   | 63     | +51.890                     | 3           | 3      |
| 5       | 8  | Mika Häkkinen          | McLaren-Mercedes   | 62     | +1 ronde                    | 6           | 2      |
| 6       | 30 | Heinz-Harald Frentzen  | Sauber-Ford        | 62     | +1 ronde                    | 14          | 1      |
| 7       | 2  | Johnny Herbert         | Benetton-Renault   | 61     | +2 rondes                   | 8           |        |
| 8       | 15 | Eddie Irvine           | Jordan-Peugeot     | 61     | +2 rondes                   | 7           |        |
| 9       | 26 | Olivier Panis          | Ligier-Mugen-Honda | 61     | +2 rondes                   | 12          |        |
| 10      | 7  | Nigel Mansell          | McLaren-Mercedes   | 61     | +2 rondes                   | 9           |        |
| 11      | 25 | Aguri Suzuki           | Ligier-Mugen-Honda | 60     | +3 rondes                   | 16          |        |
| 12      | 23 | Pierluigi Martini      | Minardi-Ford       | 59     | +4 rondes                   | 18          |        |
| 13      | 9  | Gianni Morbidelli      | Arrows-Hart        | 59     | +4 rondes                   | 11          |        |
| 14      | 24 | Luca Badoer            | Minardi-Ford       | 59     | +4 rondes                   | 20          |        |
| NC      | 21 | Pedro Diniz            | Forti-Ford         | 56     | +7 rondes, niet geklasseerd | 26          |        |
| NC      | 22 | Roberto Moreno         | Forti-Ford         | 56     | +7 rondes, niet geklasseerd | 25          |        |
| NF      | 29 | Karl Wendlinger        | Sauber-Ford        | 43     | Wiel                        | 21          |        |
| NF      | 16 | Bertrand Gachot        | Pacific-Ilmor      | 36     | Versnellingsbak             | 22          |        |
| NF      | 11 | Domenico Schiattarella | Simtek-Ford        | 35     | Ophanging                   | 23          |        |
| NF      | 14 | Rubens Barrichello     | Jordan-Peugeot     | 31     | Transmissie                 | 10          |        |
| NF      | 3  | Ukyo Katayama          | Tyrrell-Yamaha     | 23     | Gespind                     | 15          |        |
| NF      | 4  | Mika Salo              | Tyrrell-Yamaha     | 19     | Motor                       | 13          |        |
| NF      | 17 | Andrea Montermini      | Pacific-Ilmor      | 15     | Versnellingsbak             | 24          |        |
| NF      | 12 | Jos Verstappen         | Simtek-Ford        | 14     | Versnellingsbak             | 17          |        |
| NF      | 10 | Taki Inoue             | Arrows-Hart        | 12     | Gespind                     | 19          |        |
| NF      | 1  | Michael Schumacher     | Benetton-Renault   | 10     | Ongeluk                     | 1           |        |

## Wetenswaardigheden
- Nigel Mansell maakte zijn debuut voor McLaren.
- Andrea Montermini reed mee, ondanks een operatie aan de blindedarm in de week voor de Grand Prix.
- De chicanes aan de Tamburello en Villeneuve-bocht werden voor het eerst gebruikt.
- Michael Schumacher crashte een halve ronde nadat hij droogweerbanden liet monteren op een opdrogend circuit.

## Statistieken
| Pole-position | Michael Schumacher | Benetton-Renault | 1:27.274 |
| Snelste ronde | Gerhard Berger     | Ferrari          | 1:29.568 |

1981 · 1982 · 1983 · 1984 · 1985 · 1986 · 1987 · 1988 · 1989 · 1990 · 1991 · 1992 · 1993 · 1994 · 1995 · 1996 · 1997 · 1998 · 1999 · 2000 · 2001 · 2002 · 2003 · 2004 · 2005 · 2006